# Jorge Luis Siviero
Pour les articles homonymes, voir Siviero.
Jorge Luis Siviero Vlahussich, surnommé León (né le 13 mai 1952 à Montevideo en Uruguay), est un ancien joueur et entraîneur de football uruguayen.
Durant les années 1980, il est connu pour avoir été l'un des joueurs les plus emblématiques du club de Cobreloa au Chili, avant d'en reprendre les rênes en 1986. Il est connu pour avoir terminé meilleur buteur du championnat d'Uruguay et du Chili.

## Palmarès

### Comme joueur

#### Titres nationaux
| Titre                     | Club     | Pays  | Année |
| ------------------------- | -------- | ----- | ----- |
| Primera División de Chile | Cobreloa | Chili | 1982  |
| Copa Chile                | Cobreloa | Chili | 1986  |

#### Titres internationaux
| Titre       | Club    | Pays    | Année |
| ----------- | ------- | ------- | ----- |
| Copa de Oro | Uruguay | Uruguay | 1980  |

#### Titres individuels
| Titre                                     | Club        | Année |
| ----------------------------------------- | ----------- | ----- |
| Goleador du Campeonato Uruguayo de Fútbol | Sud América | 1980  |
| Goleador de Primera División de Chile     | Cobreloa    | 1982  |
| Mundialito                                | Uruguay     | 1989  |

### Comme entraîneur

#### Titres nationaux
| Titre                               | Club               | Pays  | Année |
| ----------------------------------- | ------------------ | ----- | ----- |
| Copa Polla Gol                      | Cobreloa           | Chili | 1986  |
| Torneo Apertura de Segunda División | Antofagasta        | Chili | 1990  |
| Segunda División de Chile           | Santiago Wanderers | Chili | 1995  |
| Segunda División de Chile           | Everton            | Chili | 1999  |